# Göhren (Turíngia)
Göhren é um município da Alemanha localizado no distrito de Altenburger Land, estado da Turíngia. Pertence ao Verwaltungsgemeinschaft de Altenburger Land.

## Demografia
Evolução da população (em 31 de dezembro):
| - 1994 - 479 - 1995 - 553 - 1996 - 549 - 1997 - 611 | - 1998 - 612 - 1999 - 572 - 2000 - 567 - 2001 - 564 | - 2002 - 561 - 2003 - 542 - 2004 - 536 |

Fonte: Thüringer Landesamt für Statistik